# Calle 175 (línea de la Octava Avenida)
La Calle 175 es una estación en la línea de la Octava Avenida del Metro de Nueva York de la B del Brooklyn-Manhattan Transit Corporation. La estación se encuentra localizada en Washington Heights, Manhattan entre la Calle 175 y la Avenida Fort Washington. La estación es servida las 24 horas por los trenes del Servicio .
La estación está conectada por un túnel subterráneo en la Terminal de Autobuses del Puente George Washington.

## Enlaces externos

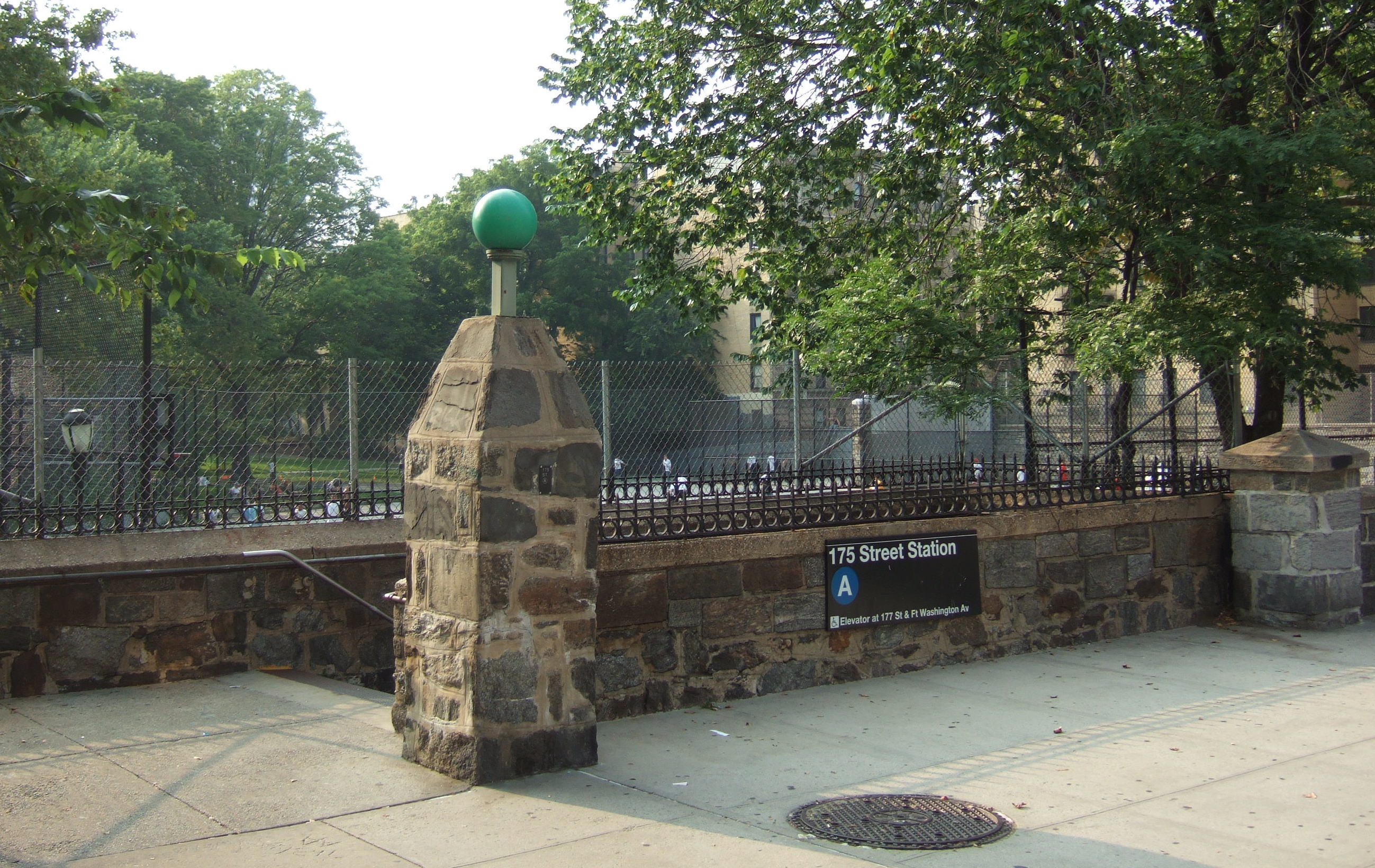
Entrada en la Avenida Fort Washington y la Calle 175.